# 2. juli
2. juli er årets midterste dag, nemlig dag 183 i året i den gregorianske kalender (dag 184 i skudår). Der er 182 dage tilbage af året.
Maria besøgelsesdag. Til minde om Marias besøg hos Elisabeth, der skulle føde sin søn, Johannes Døberen. Pave Urban VI gør dagen til helligdag i 1389, hvilket den er i Danmark indtil 1770.
Ifølge nordisk bondetradition skal vejret på denne dag gentage sig i 40 dage.

### Begivenheder
Født - Dødsfald
- 1530 - Biskop Hans Tausen fremlægger den protestantiske trosbekendelse.
- 1698 - Englænderen Thomas Savery opnår patent på den første dampmaskine.
- 1850 - Preussen slutter fred med Danmark og trækker sig ud af treårskrigen, så slesvig-holstenerne nu står alene.
- 1865 - William Booth grundlægger Frelsens Hær på et møde i London.
- 1881 - Den amerikanske præsident James A. Garfield skydes ned i Washington D.C. af Charles J. Guiteau. Garfield dør senere af sine sår.
- 1900 - Grev Ferdinand von Zeppelin foretager den første prøveflyvning i et luftskib, LZ1.
- 1900 - Det andet OL begynder i Paris, Frankrig.
- 1937 - Amelia Earhart, amerikansk pilot, forsvinder over Stillehavet på en jordomflyvning.
- 1950 - Amerikanske tropper lander i Sydkorea.
- 1964 - USA’s præsident Lyndon B. Johnson underskriver Borgerrettighedsloven, der forbyder racediskrimination.
- 1966 - Frankrig benytter for første gang Muroroa-atollen i Stillehavet til forsøg med kernevåben.
- 1976 - Genforeningen af Nord- og Sydvietnam proklameres.
- 1977 - For andet år i træk vinder svenske Björn Borg Wimbledon Championships i tennis.
- 1980 - CDU og CSU opstiller Bayerns ministerpræsident Franz Josef Strauß som fælles kanslerkandidat. Valget vindes af Helmut Schmidt fra SPD.
- 1981 - Den spanske landsby Huecar tilbagekalder en krigserklæring mod Danmark. Den blev udstedt – vistnok ved en fejltagelse – i 1809.
- 1985 - Det europæiske rumfartøj Giotto opsendes for at tage nærfoto af Halley's komet, der som bekendt dukker op med 76 års mellemrum.
- 1989 - Vesttyskland vinder EM i damefodbold ved på hjemmebane i finalen at slå Norge med 4-1. Sverige får bronze.
- 1990 - Flere end 1.400 pilgrimme bliver trampet ihjel under hadj uden for den hellige by Mekka i Saudi-Arabien, da der udbryder panik i en overfyldt gangtunnel.
- 1991 - Hans Nielsen og Jan O. Pedersen vinder VM i parspeedway i Polen. Det er 7. år i træk, at titlen går til Danmark.
- 1998 - Albanibryggerierne lukker bryggeriet Slotsmøllen i Kolding.
- 2000 - Frankrig vinder EM i fodbold i Holland/Belgien ved i finalen at slå Italien 2-1 på et golden goal.
- 2008 - Íngrid Betancourt og 14 andre gidsler bliver befriet af den colombiske regering efter at være blevet holdt fanget af FARC i seks år.
- 2011 - København rammes af oversvømmelser som følge af et kraftigt skybrud.

### Født
- 419 - Valentinian III, romersk kejser (død 455).
- 1630 - Marie-Madeleine-Marguerite d'Aubray, fransk giftmorder (død 1676).
- 1648 - Arp Schnitger, tysk orgelbygger (død 1719).
- 1714 - Christoph Willibald Gluck, tysk komponist (død 1787).
- 1714 - Christoph Willibald Gluck, tysk komponist (død 1787).
- 1724 - Friedrich Gottlieb Klopstock, tysk digter (død 1803).
- 1747 - Rose Bertin, fransk modeskaber og syerske (død 1813).
- 1756 - Christian Gottfried Körner, tysk jurist og forfatter (død 1831).
- 1781 - Erich Christian Werlauff, dansk historiker (død 1871).
- 1807 - Arthur Conolly, britisk opdagelsesrejsende, skribent og diplomat (død 1842).
- 1810 - Robert Toombs, amerikansk politiker og general (død 1885).
- 1820 - Juan N. Méndez, mexicansk præsident (død 1894).
- 1821 - Charles Tupper, canadisk politiker og premierminister (død 1915).
- 1817 - Carl Richard Unger, norsk filolog og professor (død 1897).
- 1824 - Cyrus G. Luce, amerikansk politiker og guvernør (død 1905).
- 1825 - Émile Ollivier, fransk politiker (død 1913).
- 1836 - Ludwig Schnorr von Carolsfeld, tysk operasanger (død 1865).
- 1840 - Frans Henrik Kockum den yngre, svensk erhvervsleder (død 1910).
- 1844 - Veit Graber, østrigsk zoolog (død 1892).
- 1848 - Pierre Georges Jeanniot, fransk maler (død 1934).
- 1849 - Marie Therese, Bayerns sidste dronning (død 1919).
- 1855 - Louis Maxson, amerikansk bueskytte (død 1916).
- 1862 - William Henry Bragg, engelsk fysiker (død 1942).
- 1862 - Christopher Cradock, britisk marineofficer og kontreadmiral (død 1914).
- 1865 - Lily Braun, tysk forfatter, journalist og politisk aktiv (død 1916).
- 1869 - Hjalmar Söderberg, svensk forfatter (død 1941).
- 1869 - Liane de Pougy, fransk danser og kurtisane (død 1950).
- 1876 - Wilhelm Cuno, tysk jurist, forretningsmand og politiker (død 1933).
- 1876 - Harriet Brooks, canadisk atomfysiker (død 1933).
- 1877 - Hermann Hesse, tysk-schweizisk forfatter (død 1962).
- 1877 - William Comstock, amerikansk politiker og guvernør (død 1949).
- 1881 - Eduard von Steiger, schweizisk politiker (død 1962).
- 1882 - Marie Bonaparte, fransk prinsesse, psykoanalytiker og forfatter (død 1962).
- 1884 - Alfons Maria Jakob, tysk neurolog og psykiater (død 1931).
- 1890 - Rune Carlsten, svensk regissør, manuskriptforfatter og skuespiller (død 1970).
- 1894 - Jens Møller, dansk nazistisk politiker (død 1951).
- 1898 - George J. Folsey, amerikansk filmfotograf (død 1988).
- 1903 - Olav 5., norsk konge (død 1991).
- 1903 - Elise Sørensen, dansk sygeplejerske og opfinder (død 2018).
- 1903 - Alec Douglas-Home, britisk premierminister (død 1995).
- 1904 - René Lacoste, fransk tennisspiller (død 1996).
- 1906 - Hans Albrecht Bethe, tysk-amerikansk fysiker og modtager af Nobelprisen i fysik (død 2005).
- 1911 - Esben Aakjær, dansk journalist (født 1958)
- 1915 - Georg Krog, norsk skøjteløber (død 1991).
- 1915 - Arthur Valerian Wellesley, 8. hertug af Wellington, britisk adelig og brigadegeneral (død 2014).
- 1916 - Hans-Ulrich Rudel, tysk officer (død 1982).
- 1916 - Ken Curtis, amerikansk skuespiller og countrysanger (død 1991).
- 1917 - Ada Madssen, norsk billedhugger og billedkunstner (død 2009).
- 1922 - Pierre Cardin, fransk modeskaber (død 2020).
- 1923 - Wisława Szymborska, polsk digter og modtager af Nobelprisen i litteratur (død 2012).
- 1925 - Patrice Lumumba, congolesisk premierminister (død 1961).
- 1925 - Medgar Evers, amerikansk borgerretighedsaktivist (død 1963).
- 1927 - Brock Peters, amerikansk skuespiller (død 2005).
- 1927 - Kees Broekman, hollandsk skøjteløber (død 1992).
- 1928 - Peter Taylor, britisk fodboldtræner og -manager (død 1990).
- 1929 - Imelda Marcos, filippinsk præsidentfrue.
- 1929 - Knud Bruun Jensen, dansk roer (død 2015).
- 1930 - Carlos Saúl Menem, Argentinas præsident i 1989-99 (død 2021).
- 1930 - Sylve Bengtsson, svensk fodboldspiller (død 2005).
- 1930 - Ahmad Jamal, amerikansk jazzpianist og komponist (død 2023).
- 1931 - Frank Williams, britisk skuespiller (død 2022).
- 1931 - Bent Stier Andersen, dansk atlet.
- 1934 - Michael Bendix, dansk diplomat og tidligere ambassadør.
- 1936 - Omar Suleiman, egyptisk diplomat, generalløjtnant og politiker (død 2012).
- 1937 - Richard Petty, amerikansk racerkører.
- 1938 - Dorte Bennedsen, dansk teolog, politiker og minister (død 2016).
- 1938 - Marcel Artelesa, fransk fodboldspiller (død 2016).
- 1938 - David Owen, britisk politiker og tidligere udenrigsminister.
- 1939 - John H. Sununu, amerikansk politiker.
- 1939 - Michael Castle, amerikansk politiker og guvernør.
- 1939 - Per Spook, norsk modeskaber.
- 1939 - Alekos Panagoulis, græsk politiker og digter (død 1976).
- 1939 - Sultan bin Muhammad al-Qasimi, emiratisk emir.
- 1940 - Kenneth Clarke, britisk politiker og minister.
- 1942 - Vicente Fox, mexicansk forretningsmand og præsident.
- 1943 - Flemming Chr. Nielsen, dansk journalist, forfatter og oversætter.
- 1943 - Walter Godefroot, belgisk cykelrytter og sportsdirektør.
- 1944 - Klaus Bock, dansk professor.
- 1945 - Karsten Ree, dansk forretningsmand.
- 1946 - Ricky Bruch, svensk atlet (død 2011).
- 1946 - Richard Axel, amerikansk læge, biokemiker og nobelprismodtager.
- 1947 - Erik Grip, dansk visesanger og komponist.
- 1947 - Larry David, amerikansk skuespiller.
- 1949 - Roy Bittan, amerikansk musiker.
- 1949 - Laurie S. Fulton, amerikansk diplomat og tidligere ambassadør.
- 1950 - Patrick Kragelund, dansk dr.phil., ph.d. og tidligere biblioteksdirektør.
- 1950 - Jorge del Castillo, peruviansk politiker og tidligere premierminister.
- 1951 - Dietrich Zander, tysk roer.
- 1952 - Ahmed Ouyahia, algiersk politiker og statsminister.
- 1952 - Lotte Holm, dansk professor.
- 1954 - Wendy Schaal, amerikansk skuespiller og tegnefilmsdubber.
- 1954 - Ane Buch, dansk erhvervsleder.
- 1955 - Andrew Divoff, venezuelansk skuespiller.
- 1956 - Kirsten Halsnæs, dansk professor.
- 1956 - Nils Gunder Hansen, dansk professor emeritus.
- 1958 - Lars Andersen, dansk økonom og direktør.
- 1959 - Mirandinha, brasiliansk fodboldspiller.
- 1960 - Birgitte Stoklund Larsen, dansk teolog og rektor.
- 1961 - Søren Egge Rasmussen, dansk politiker.
- 1961 - Samy Naceri, fransk skuespiller.
- 1961 - Anders Overgaard Bjarklev, dansk universitetsrektor.
- 1962 - Erik Vilstrup Lorenzen, dansk ambassadør.
- 1963 - Carlos Kaiser, brasiliansk fodboldspiller.
- 1964 - Lars Aagaard, dansk erhvervsleder.
- 1965 - Tonny K. Poulsen, dansk fodbolddommer.
- 1965 - Trinelise Væring, dansk sanger, komponist og tekstforfatter.
- 1965 - Norbert Röttgen, tysk jurist, politiker og minister.
- 1967 - Claudio Biaggio, argentinsk fodboldspiller.
- 1968 - Adrian Knup, schweizisk fodboldspiller.
- 1968 - Mike Dean, engelsk fodbolddommer.
- 1969 - Caroline Boserup, dansk journalist.
- 1969 - Ryo Adachi, japansk fodboldspiller.
- 1970 - Yancy Butler, amerikansk skuespiller.
- 1970 - Yumi Watanabe, japansk fodboldspiller.
- 1970 - Derrick Adkins, amerikansk hækkeløber.
- 1971 - Frits Villy Kjeldsen, dansk politidirektør.
- 1972 - Gregers Wedell-Wedellsborg, baron og erhvervsleder.
- 1972 - Darren Shan, irsk-britisk forfatter.
- 1972 - Stine Høholt, dansk kurator og museumsdirektør.
- 1972 - Katsuhiro Minamoto, japansk fodboldspiller.
- 1974 - Tim Christensen, dansk musiker.
- 1974 - Rocky Gray, amerikansk trommeslager.
- 1974 - Barbara Carlotti, fransk sangerinde.
- 1975 - Joel Aguilar, salvadoransk fodbolddommer.
- 1975 - Elizabeth Reaser, amerikansk skuespiller.
- 1976 - Laurent Lefèvre, fransk cykelrytter.
- 1977 - Tadaaki Matsubara, japansk fodboldspiller.
- 1978 - Kristoffer Hegnsvad, dansk forfatter, filminstruktør og journalist.
- 1978 - Jüri Ratas, estisk politiker.
- 1978 - Diana Gurtskaja, russisk-georgisk sangerinde.
- 1979 - Livonir Ruschel, brasiliansk fodboldspiller.
- 1979 - Yuji Ishikawa, japansk fodboldspiller.
- 1980 - Henkka Seppälä, finsk bassist.
- 1982 - Yuki Uekusa, japansk fodboldspiller.
- 1982 - Kenichiro Meta, japansk fodboldspiller.
- 1983 - Johanna Rasmussen, dansk fodboldspiller.
- 1984 - Thomas Kortegaard, dansk fodboldspiller.
- 1984 - Eugent Bushpepa, albansk rocksanger og sangskriver.
- 1985 - Ashley Tisdale, amerikansk skuespillerinde.
- 1985 - Jürgen Roelandts, belgisk cykelrytter.
- 1985 - Nikolaj Trusov, russisk cykelrytter.
- 1985 - Vlatko Ilievski, makedonsk sanger (død 2018).
- 1986 - Lindsay Lohan, amerikansk skuespillerinde.
- 1986 - Florian Fromlowitz, tysk fodboldspiller.
- 1987 - Hikaru Masai, japansk sangerinde.
- 1987 - Esteban Granero, spansk fodboldspiller.
- 1987 - Ruslana Korshunova, kasakisk topmodel (død 2008).
- 1988 - Fernanda Marrochi, uruguayansk håndboldspiller.
- 1988 - Lee Chung-yong, sydkoreansk fodboldspiller.
- 1988 - Sjur Røthe, norsk langrendsløber.
- 1988 - Nicoleta Dincă, rumænsk håndboldspiller.
- 1988 - Keita Sogabe, japansk fodboldspiller.
- 1988 - Islam Hassan, egyptisk håndboldspiller.
- 1989 - Lucinda Brand, hollandsk cykelrytter.
- 1989 - Alex Morgan, amerikansk fodboldspiller.
- 1989 - Tetsuro Ota, japansk fodboldspiller.
- 1990 - Margot Robbie, australsk skuespiller.
- 1991 - Hendrik Pekeler, tysk håndboldspiller.
- 1992 - Yuki Kagawa, japansk fodboldspiller.
- 1993 - Genki Ishisaka, japansk fodboldspiller.
- 1993 - Jairo Morillas, spansk fodboldspiller.
- 1994 - Baba Rahman, ghanesisk fodboldspiller.
- 1994 - Henrik Kristoffersen, norsk alpinsportsudøver.
- 1995 - Ryan Murphy, amerikansk svømmer.
- 1996 - Tallon Griekspoor, hollandsk tennisspiller.
- 1996 - Adnan Mohammad, dansk-pakistansk fodboldspiller.
- 1997 - Grace Geyoro, fransk fodboldspiller.
- 1999 - Giulia Gwinn, tysk fodboldspiller.
- 2000 - Nikolina Knežević, montenegrinsk håndboldspiller.
- 2001 - Maxwell Woledzi, ghanesisk fodboldspiller.

### Dødsfald
- 862 - Svithun af Winchester, engelsk biskop (ukendt fødselsår).
- 936 - Henrik Fuglefænger, østfrankisk konge (født 876).
- 1566 - Nostradamus, fransk læge og astrolog (født 1503).
- 1778 - Jean-Jacques Rousseau, fransk filosof (født 1712).
- 1850 - Robert Peel, britisk premierminister (født 1788).
- 1904 - Anton Tjekhov, russisk forfatter (født 1860).
- 1915 - Porfirio Díaz, mexicansk diktator (født 1830).
- 1931 - Harald Høffding, dansk filosof (født 1843).
- 1937 - Amelia Earhart, amerikansk flyver (født 1897) - forsvundet over Stillehavet.
- 1961 - Ernest Hemingway, amerikansk forfatter og modtager af Nobelprisen i litteratur (født 1899) - selvmord.
- 1973 - Betty Grable, amerikansk skuespiller (født 1916).
- 1977 - Vladimir Nabokov, russisk-amerikansk forfatter (født 1899).
- 1989 - Hilmar Baunsgaard, dansk politiker og statsminister (født 1920).
- 1989 - Andrei Gromyko, sovjetisk politiker og præsident (født 1909).
- 1991 - Lee Remick, amerikansk skuespiller (født 1935).
- 1997 - James Stewart, amerikansk skuespiller (født 1908).
- 1997 - Suze Boschma-Berkhout, nederlandsk skulptør (død 1922).
- 2002 - Ray Brown, amerikansk jazzbassist (født 1926).
- 2013 - Douglas Engelbart, computermusens opfinder (født 1925).
- 2016 - Elie Wiesel, amerikansk forfatter, holocaustvidne og nobelprismodtager (født 1928).

|  | Denne datoartikel kan blive bedre, hvis der indsættes et (bedre) billede Du kan hjælpe ved at afsøge Wikimedia Commons for et passende billede eller uploade et godt billede til Wikimedia Commons iht. de tilladte licenser og indsætte det i artiklen. |